# Miroslav Raboch
Miroslav Raboch (29. ledna 1931 Praha – 24. dubna 2019) byl český akademický sochař. Po studiu na Střední keramické škole v Teplicích dělal návrháře v porcelánce v Duchcově. Později studoval na Vysoké škole uměleckoprůmyslové v Praze, kde ho mj. učili profesoři Jan Kavan a Bedřich Stefan. V letech 1962–1970 učil na Pedagogické fakultě v Ústí nad Labem modelování. V roce 1971 se přestěhoval do jižních Čech, kde bydlel ve Vyšším Brodu, v Mezilesí a od začátku 90. let v Trhových Svinech, kde začal dělat drobnou keramiku.

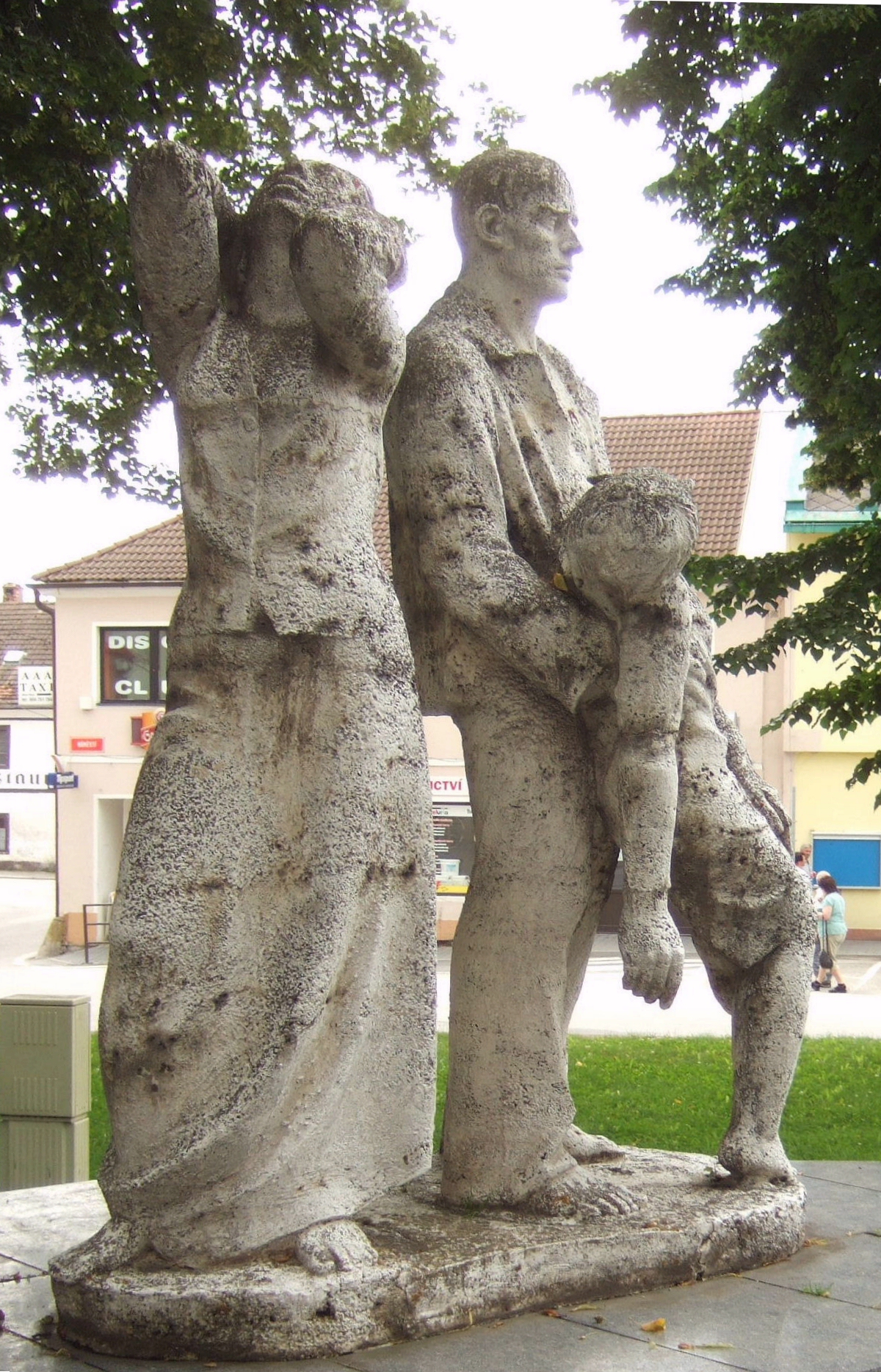
Pomník obětem pochodu smrti v Horní Plané (autor pomníku: Miroslav Raboch)

Je autorem cen zvaných Keramický nesmysl, která se předává na festivalu Porta. V roce 1982 byl autorem dnes již neexistujícího keramického sousoší s názvem Sadařství, které bylo umístěno na temelínské návsi. Je autorem pomníku obětem pochodu smrti, který je umístěn v dolní části náměstí v Horní Plané.